# Loredana (Rapperin)/Diskografie
Diese Diskografie ist eine Übersicht über die musikalischen Werke der in der Schweiz lebenden kosovarischen Rapperin Loredana. Den Schallplattenauszeichnungen zufolge verkaufte sie bisher mehr als 3,3 Millionen Tonträger. Ihre erfolgreichste Veröffentlichung ist die Single Kein Wort mit über 470.000 verkauften Einheiten.

## Alben

### Studioalben
| Jahr | Titel Musiklabel        | Höchstplatzierung, Gesamtwochen, AuszeichnungChartplatzierungen (Jahr, Titel, Musiklabel, Platzierungen, Wochen, Auszeichnungen, Anmerkungen) | Höchstplatzierung, Gesamtwochen, AuszeichnungChartplatzierungen (Jahr, Titel, Musiklabel, Platzierungen, Wochen, Auszeichnungen, Anmerkungen) | Höchstplatzierung, Gesamtwochen, AuszeichnungChartplatzierungen (Jahr, Titel, Musiklabel, Platzierungen, Wochen, Auszeichnungen, Anmerkungen) | Anmerkungen                              |
| Jahr | Titel Musiklabel        | DE | AT | CH | Anmerkungen                              |
| ---- | ----------------------- | --- | --- | --- | ---------------------------------------- |
| 2019 | King Lori Loredana (GA) | DE3 (36 Wo.)DE | AT2 (30 Wo.)AT | CH2 (15 Wo.)CH | Erstveröffentlichung: 13. September 2019 |
| 2020 | Medusa Loredana (GA)    | DE15 (5 Wo.)DE | AT17 (2 Wo.)AT | CH19 (4 Wo.)CH | Erstveröffentlichung: 11. Dezember 2020  |

### Kollaboalben
| Jahr | Titel Musiklabel              | Höchstplatzierung, Gesamtwochen, AuszeichnungChartplatzierungen (Jahr, Titel, Musiklabel, Platzierungen, Wochen, Auszeichnungen, Anmerkungen) | Höchstplatzierung, Gesamtwochen, AuszeichnungChartplatzierungen (Jahr, Titel, Musiklabel, Platzierungen, Wochen, Auszeichnungen, Anmerkungen) | Höchstplatzierung, Gesamtwochen, AuszeichnungChartplatzierungen (Jahr, Titel, Musiklabel, Platzierungen, Wochen, Auszeichnungen, Anmerkungen) | Anmerkungen                                         |
| Jahr | Titel Musiklabel              | DE | AT | CH | Anmerkungen                                         |
| ---- | ----------------------------- | --- | --- | --- | --------------------------------------------------- |
| 2021 | No Rich Parents Loredana (GA) | DE29 (2 Wo.)DE | AT8 (2 Wo.)AT | CH5 (3 Wo.)CH | Erstveröffentlichung: 24. September 2021 mit Mozzik |

### Livealben
| Jahr | Titel Musiklabel                      | Anmerkungen                            |
| ---- | ------------------------------------- | -------------------------------------- |
| 2023 | Red Bull Symphonic Live Loredana (GA) | Erstveröffentlichung: 10. Februar 2023 |

### Mixtapes
| Jahr | Titel Musiklabel           | Höchstplatzierung, Gesamtwochen, AuszeichnungChartplatzierungen (Jahr, Titel, Musiklabel, Platzierungen, Wochen, Auszeichnungen, Anmerkungen) | Höchstplatzierung, Gesamtwochen, AuszeichnungChartplatzierungen (Jahr, Titel, Musiklabel, Platzierungen, Wochen, Auszeichnungen, Anmerkungen) | Höchstplatzierung, Gesamtwochen, AuszeichnungChartplatzierungen (Jahr, Titel, Musiklabel, Platzierungen, Wochen, Auszeichnungen, Anmerkungen) | Anmerkungen                           |
| Jahr | Titel Musiklabel           | DE | AT | CH | Anmerkungen                           |
| ---- | -------------------------- | --- | --- | --- | ------------------------------------- |
| 2023 | Mann im Haus Loredana (GA) | DE70 (1 Wo.)DE | AT68 (1 Wo.)AT | CH16 (1 Wo.)CH | Erstveröffentlichung: 27. Januar 2023 |

## Singles

### Als Leadmusikerin
| Jahr | Titel Album                          | Höchstplatzierung, Gesamtwochen, AuszeichnungChartplatzierungen (Jahr, Titel, Album, Platzierungen, Wochen, Auszeichnungen, Anmerkungen) | Höchstplatzierung, Gesamtwochen, AuszeichnungChartplatzierungen (Jahr, Titel, Album, Platzierungen, Wochen, Auszeichnungen, Anmerkungen) | Höchstplatzierung, Gesamtwochen, AuszeichnungChartplatzierungen (Jahr, Titel, Album, Platzierungen, Wochen, Auszeichnungen, Anmerkungen) | Anmerkungen                                                                       |
| Jahr | Titel Album                          | DE | AT | CH | Anmerkungen                                                                       |
| --- | ------------------------------------ | --- | --- | --- | --------------------------------------------------------------------------------- |
| 2018 | Sonnenbrille –                       | DE12 Gold · (14 Wo.)DE | AT8 Gold · (8 Wo.)AT | CH13 Platin · (5 Wo.)CH | Erstveröffentlichung: 15. Juni 2018 Verkäufe: + 235.000                           |
| 2018 | Bonnie & Clyde –                     | DE3 Gold · (20 Wo.)DE | AT3 Platin · (11 Wo.)AT | CH2 Platin · (7 Wo.)CH | Erstveröffentlichung: 14. September 2018 Verkäufe: + 250.000; feat. Mozzik        |
| 2018 | Milliondollar$mile –                 | DE11 (10 Wo.)DE | AT19 Gold · (6 Wo.)AT | CH30 Gold · (2 Wo.)CH | Erstveröffentlichung: 7. Dezember 2018 Verkäufe: + 25.000                         |
| 2019 | Romeo & Juliet –                     | DE2 Gold · (10 Wo.)DE | AT4 Gold · (7 Wo.)AT | CH4 Gold · (6 Wo.)CH | Erstveröffentlichung: 1. Februar 2019 Verkäufe: + 225.000; feat. Mozzik           |
| 2019 | Labyrinth King Lori                  | DE10 (12 Wo.)DE | AT10 Gold · (7 Wo.)AT | CH17 Gold · (4 Wo.)CH | Erstveröffentlichung: 7. Juni 2019 Verkäufe: + 25.000                             |
| 2019 | Jetzt rufst du an King Lori          | DE2 Gold · (19 Wo.)DE | AT3 Platin · (10 Wo.)AT | CH4 Platin · (10 Wo.)CH | Erstveröffentlichung: 5. Juli 2019 Verkäufe: + 250.000                            |
| 2019 | Eiskalt King Lori                    | DE2 Platin · (25 Wo.)DE | AT2 Platin · (19 Wo.)AT | CH7 Platin · (13 Wo.)CH | Erstveröffentlichung: 2. August 2019 Verkäufe: + 450.000; feat. Mozzik            |
| 2019 | Kein Plan King Lori                  | DE1 Gold · (13 Wo.)DE | AT2 Gold · (10 Wo.)AT | CH4 Gold · (8 Wo.)CH | Erstveröffentlichung: 6. September 2019 Verkäufe: + 225.000; feat. Mero           |
| 2019 | Genick King Lori                     | DE3 Gold · (12 Wo.)DE | AT3 Gold · (8 Wo.)AT | CH3 Gold · (8 Wo.)CH | Erstveröffentlichung: 13. September 2019 Verkäufe: + 225.000                      |
| 2019 | Mit dir –                            | DE9 (7 Wo.)DE | AT29 (4 Wo.)AT | CH20 (4 Wo.)CH | Erstveröffentlichung: 20. Dezember 2019                                           |
| 2020 | Kein Wort –                          | DE1 Platin · (19 Wo.)DE | AT1 Platin · (13 Wo.)AT | CH3 ×2Doppelplatin · (9 Wo.)CH | Erstveröffentlichung: 17. Januar 2020 Verkäufe: + 470.000; mit Juju               |
| 2020 | Angst –                              | DE1 (7 Wo.)DE | AT1 Gold · (6 Wo.)AT | CH3 Gold · (4 Wo.)CH | Erstveröffentlichung: 6. März 2020 Verkäufe: + 25.000; feat. Rymez                |
| 2020 | Intro Medusa                         | DE— aDE | — | — | Erstveröffentlichung: 22. September 2020                                          |
| 2020 | Checka Medusa                        | DE2 (10 Wo.)DE | AT4 Gold · (8 Wo.)AT | CH5 Gold · (9 Wo.)CH | Erstveröffentlichung: 25. September 2020 Verkäufe: + 25.000; feat. Delara         |
| 2020 | Rockstar Medusa                      | DE17 (2 Wo.)DE | AT26 (1 Wo.)AT | CH24 (1 Wo.)CH | Erstveröffentlichung: 23. Oktober 2020                                            |
| 2020 | Tut mir nicht leid Medusa            | DE4 (4 Wo.)DE | AT10 (2 Wo.)AT | CH14 (2 Wo.)CH | Erstveröffentlichung: 6. November 2020                                            |
| 2020 | Gangster Medusa                      | DE37 (1 Wo.)DE | AT67 (1 Wo.)AT | CH75 (1 Wo.)CH | Erstveröffentlichung: 27. November 2020                                           |
| 2020 | Uh Uh (Remix) –                      | — | — | — | Erstveröffentlichung: 17. Dezember 2020 feat. Stefflon Don                        |
| 2021 | Rosenkrieg No Rich Parents           | DE1 (7 Wo.)DE | AT5 (4 Wo.)AT | CH2 (5 Wo.)CH | Erstveröffentlichung: 28. Mai 2021 mit Mozzik                                     |
| 2021 | Oh Digga No Rich Parents             | DE27 (1 Wo.)DE | AT44 (1 Wo.)AT | CH27 (1 Wo.)CH | Erstveröffentlichung: 25. Juni 2021 mit Mozzik                                    |
| 2021 | Nese Don No Rich Parents             | DE10 (3 Wo.)DE | AT22 (2 Wo.)AT | CH16 (4 Wo.)CH | Erstveröffentlichung: 23. Juli 2021 mit Mozzik                                    |
| 2021 | Mit mir No Rich Parents              | DE12 (6 Wo.)DE | AT18 (5 Wo.)AT | CH13 (4 Wo.)CH | Erstveröffentlichung: 27. August 2021 mit Mozzik                                  |
| 2022 | Pinky Promises Mann im Haus          | DE73 (1 Wo.)DE | — | CH82 (1 Wo.)CH | Erstveröffentlichung: 20. Mai 2022                                                |
| 2022 | Ballade –                            | DE26 (2 Wo.)DE | AT51 (1 Wo.)AT | CH75 (1 Wo.)CH | Erstveröffentlichung: 27. Mai 2022 feat. Céline                                   |
| 2022 | Let’s Go Mann im Haus                | DE91 (1 Wo.)DE | — | — | Erstveröffentlichung: 24. Juni 2022                                               |
| 2022 | Intro Mixed Feelings Mann im Haus    | — | — | — | Erstveröffentlichung: 28. November 2022                                           |
| 2022 | Blicke Mann im Haus                  | DE— bDE | — | — | Erstveröffentlichung: 2. Dezember 2022                                            |
| 2023 | Oft vertraut Mann im Haus            | DE53 (2 Wo.)DE | — | CH71 (1 Wo.)CH | Erstveröffentlichung: 26. Januar 2023                                             |
| 2023 | Gallery Dept –                       | DE— cDE | — | — | Erstveröffentlichung: 23. Juni 2023                                               |
| 2023 | On Top –                             | DE— dDE | — | — | Erstveröffentlichung: 6. Oktober 2023                                             |
| 2023 | Verdient –                           | — | — | — | Erstveröffentlichung: 24. November 2023                                           |
| 2024 | Lovesong –                           | DE— eDE | — | — | Erstveröffentlichung: 26. Januar 2024                                             |
| 2024 | 27 –                                 | — | — | — | Erstveröffentlichung: 14. Februar 2024                                            |
| 2024 | Loja –                               | — | — | — | Erstveröffentlichung: 19. Juli 2024                                               |
| 2025 | Surprise –                           | DE25 (2 Wo.)DE | AT51 (1 Wo.)AT | CH27 (1 Wo.)CH | Erstveröffentlichung: 1. Januar 2025                                              |
| 2025 | Love & Drama –                       | — | — | — | Erstveröffentlichung: 20. Juni 2025                                               |
| 2025 | Emotion / Outro –                    | — | — | — | Erstveröffentlichung: 11. Juli 2025                                               |
| Folgende Lieder erschienen nicht als Single, wurden aber durch das Album zum Download und Streaming bereitgestellt und konnten somit eine Platzierung erlangen: |                                      | | | |                                                                                   |
| |                                      | | | |                                                                                   |
| 2020 | Kein Hunger Medusa                   | DE9 (3 Wo.)DE | AT17 (1 Wo.)AT | CH17 (2 Wo.)CH | Videoauskopplung: 11. Dezember 2020 Charteinstieg: 18. Dezember 2020 feat. Ufo361 |
| 2021 | Immer wenn es regnet No Rich Parents | DE19 (3 Wo.)DE | AT31 (1 Wo.)AT | CH23 (2 Wo.)CH | Charteinstieg: 1. Oktober 2021 mit Mozzik                                         |
| 2021 | Du & ich No Rich Parents             | — | — | CH93 (1 Wo.)CH | Charteinstieg: 3. Oktober 2021 mit Mozzik                                         |

### Als Gastmusikerin
| Jahr | Titel Album                         | Höchstplatzierung, Gesamtwochen, AuszeichnungChartplatzierungen (Jahr, Titel, Album, Platzierungen, Wochen, Auszeichnungen, Anmerkungen) | Höchstplatzierung, Gesamtwochen, AuszeichnungChartplatzierungen (Jahr, Titel, Album, Platzierungen, Wochen, Auszeichnungen, Anmerkungen) | Höchstplatzierung, Gesamtwochen, AuszeichnungChartplatzierungen (Jahr, Titel, Album, Platzierungen, Wochen, Auszeichnungen, Anmerkungen) | Anmerkungen                                                                            |
| Jahr | Titel Album                         | DE | AT | CH | Anmerkungen                                                                            |
| --- | ----------------------------------- | --- | --- | --- | -------------------------------------------------------------------------------------- |
| 2018 | Djadja (Remix) Nakamura             | DE43 Gold · (15 Wo.)DE | AT— GoldAT | — | Erstveröffentlichung: 5. Oktober 2018 Verkäufe: + 215.000; Aya Nakamura feat. Loredana |
| 2020 | Du bist mein Mele7 2                | DE1 Gold · (10 Wo.)DE | AT2 Gold · (9 Wo.)AT | CH3 Gold · (8 Wo.)CH | Erstveröffentlichung: 27. März 2020 Verkäufe: + 225.000; Zuna & Loredana               |
| 2020 | Nicht verdient CB7                  | DE1 Gold · (13 Wo.)DE | AT1 Gold · (10 Wo.)AT | CH1 (9 Wo.)CH | Erstveröffentlichung: 30. April 2020 Verkäufe: + 215.000; Capital Bra feat. Loredana   |
| 2020 | Geh dein Weg Maximum III+           | DE4 (5 Wo.)DE | AT6 (3 Wo.)AT | CH8 (2 Wo.)CH | Erstveröffentlichung: 10. Juli 2020 KC Rebell & Summer Cem feat. Loredana              |
| 2021 | Nice to Meet Ya (Remix) –           | DE— f GoldDE | AT— f PlatinAT | CH— fCH | Erstveröffentlichung: 9. Juli 2021 Verkäufe: + 230.000; Wes Nelson feat. Loredana      |
| 2021 | Gjuj per to –                       | — | — | CH36 (2 Wo.)CH | Erstveröffentlichung: 12. November 2021 Don Xhoni feat. Loredana                       |
| 2022 | Heart Attack –                      | DE61 (1 Wo.)DE | AT42 (1 Wo.)AT | CH3 (5 Wo.)CH | Erstveröffentlichung: 17. Juni 2022 Noizy feat. Loredana                               |
| 2022 | Kriminele –                         | — | — | CH58 (3 Wo.)CH | Erstveröffentlichung: 23. Dezember 2022 Yll Limani feat. Loredana                      |
| 2024 | Na 2 –                              | — | — | — | Erstveröffentlichung: 7. September 2024 Tayna feat. Loredana                           |
| 2025 | 925 (Bossy) Plug Love               | — | — | — | Erstveröffentlichung: 25. April 2025 Ataypapi & Kardo feat. Loredana                   |
| Folgende Lieder erschienen nicht als Single, wurden aber durch das Album zum Download und Streaming bereitgestellt und konnten somit eine Platzierung erlangen: |                                     | | | |                                                                                        |
| |                                     | | | |                                                                                        |
| 2020 | Gib mir nicht die Schuld Soko Disko | — | — | CH79 (1 Wo.)CH | Charteinstieg: 14. Juni 2020 Dardan feat. Loredana                                     |
| 2020 | Wenn ich will CB7                   | DE— gDE | — | CH78 (1 Wo.)CH | Charteinstieg: 9. Oktober 2020 Capital Bra feat. Loredana                              |

## Musikvideos
| Jahr | Titel                   | Regie                                              |
| ---- | ----------------------- | -------------------------------------------------- |
| 2018 | Sonnenbrille            | Mohamed Elbouhlali, Eugen Kazakov                  |
| 2018 | Bonnie & Clyde          | Mohamed Elbouhlali, Bilal Hadzic                   |
| 2018 | Milliondollar$mile      | Orkan Çe                                           |
| 2019 | Romeo & Juliet          | Entermedia                                         |
| 2019 | Labyrinth               | Dominik Braz                                       |
| 2019 | Jetzt rufst du an       | FMG                                                |
| 2019 | Eiskalt                 | Alban Selimaj                                      |
| 2019 | Kein Plan               | Fati.TV                                            |
| 2019 | Genick                  | Felix Aaron                                        |
| 2019 | Mit dir                 | Felix Aaron                                        |
| 2020 | Kein Wort               | Fati.TV                                            |
| 2020 | Angst                   | Dominik Braz Bittrich                              |
| 2020 | Du bist mein            | Fati.TV                                            |
| 2020 | Nicht verdient          | Heiko Hammer                                       |
| 2020 | Geh dein Weg            | Dominik Braz Bittrich                              |
| 2020 | Intro                   | Felix Aaron                                        |
| 2020 | Checka                  | Felix Aaron                                        |
| 2020 | Rockstar                | Felix Aaron                                        |
| 2020 | Tut mir nicht leid      | Fati.TV                                            |
| 2020 | Gangster                |                                                    |
| 2020 | Kein Hunger             | Jakub Rzucidlo & Tatjana Wenig                     |
| 2021 | Rosenkrieg              | Haris Dubica, Fati.TV                              |
| 2021 | Oh Digga                | Haris Dubica, Fati.TV                              |
| 2021 | Nice to Meet Ya (Remix) |                                                    |
| 2021 | Nese Don                | Dieser Bobby                                       |
| 2021 | Mit mir                 | Fati.TV                                            |
| 2021 | Gjuj per to             | Sekuence                                           |
| 2022 | Pinky Promises          | MG Video                                           |
| 2022 | Ballade                 | Jonas Vahl                                         |
| 2022 | Heart Attack            | Entermedia.tv                                      |
| 2022 | Let’s Go                | MacDuke                                            |
| 2022 | Intro Mixed Feelings    | Twentyone                                          |
| 2022 | Blicke                  | Dieser Bobby                                       |
| 2022 | Kriminele               |                                                    |
| 2023 | Oft vertraut            | Geerten Harmens                                    |
| 2023 | Gallery Dept            | Fati.TV                                            |
| 2023 | On Top                  | Fati.TV                                            |
| 2023 | Verdient                | Lukas Schwan                                       |
| 2024 | 27                      |                                                    |
| 2024 | Loja                    | Frederic Blindow, Furkan Cetin, Sebastian Schuster |
| 2024 | Na 2                    |                                                    |
| 2025 | Surprise                | Milos Savic                                        |
| 2025 | 925 (Bossy)             | Goodmount Brothers                                 |
| 2025 | Love & Drama            | Mille                                              |
| 2025 | Emotion / Outro         | Mille                                              |

## Sonderveröffentlichungen
| Jahr | Titel Album                              | Anmerkungen                                                                  |
| ---- | ---------------------------------------- | ---------------------------------------------------------------------------- |
| 2018 | Djadja (Remix) Nakamura                  | Erstveröffentlichung: 2. November 2018 Aya Nakamura feat. Loredana           |
| 2018 | On m’a tourné le dos La zone en personne | Erstveröffentlichung: 7. Dezember 2018 Jul feat. Loredana                    |
| 2020 | Gib mir nicht die Schuld Soko Disko      | Erstveröffentlichung: 5. Juni 2020 Dardan feat. Loredana                     |
| 2020 | Nicht verdient CB7                       | Erstveröffentlichung: 18. September 2020 Capital Bra feat. Loredana          |
| 2020 | Wenn ich will CB7                        | Erstveröffentlichung: 18. September 2020 Capital Bra feat. Loredana          |
| 2020 | Geh dein Weg Maximum III+                | Erstveröffentlichung: 16. Oktober 2020 KC Rebell & Summer Cem feat. Loredana |
| 2021 | Du bist mein Mele7 2                     | Erstveröffentlichung: 15. Januar 2021 Zuna & Loredana                        |
| 2022 | Könnten diese Wände reden B2B            | Erstveröffentlichung: 8. Dezember 2022 Kalim feat. Loredana                  |
| 2025 | 925 (Bossy) Plug Love                    | Erstveröffentlichung: 25. April 2025 Ataypapi & Kardo feat. Loredana         |

## Statistik

### Chartauswertung
|                     | DE    | AT    | CH    |
| ------------------- | ----- | ----- | ----- |
| Nummer-eins-Alben   | DE—DE | AT—AT | CH—CH |
| Top-10-Alben        | DE1DE | AT2AT | CH2CH |
| Alben in den Charts | DE4DE | AT4AT | CH4CH |

|                       | DE     | AT     | CH     |
| --------------------- | ------ | ------ | ------ |
| Nummer-eins-Singles   | DE6DE  | AT3AT  | CH1CH  |
| Top-10-Singles        | DE18DE | AT16AT | CH14CH |
| Singles in den Charts | DE32DE | AT28AT | CH35CH |

### Auszeichnungen für Musikverkäufe
Anmerkung: Auszeichnungen in Ländern aus den Charttabellen bzw. Chartboxen sind in ebendiesen zu finden.
| Land/RegionAuszeichnungen für Musikverkäufe (Land/Region, Auszeichnungen, Verkäufe, Quellen) | Gold       | Platin       | Verkäufe  | Quellen           |
| -------------------------------------------------------------------------------------------- | ---------- | ------------ | --------- | ----------------- |
| Deutschland (BVMI)                                                                           | 10× Gold10 | 2× Platin2   | 2.800.000 | musikindustrie.de |
| Österreich (IFPI)                                                                            | 11× Gold11 | 5× Platin5   | 315.000   | ifpi.at           |
| Schweiz (IFPI)                                                                               | 8× Gold8   | 6× Platin6   | 200.000   | hitparade.ch      |
| Insgesamt                                                                                    | 29× Gold29 | 13× Platin13 |           |                   |